# Mount Dergacha
Mount Dergacha är ett berg i Antarktis. Det ligger i Östantarktis. Nya Zeeland gör anspråk på området. Toppen på Mount Dergacha är 646 meter över havet.
Terrängen runt Mount Dergacha är kuperad åt nordväst, men åt sydost är den bergig. Terrängen runt Mount Dergacha sluttar brant västerut. Trakten är obefolkad. Det finns inga samhällen i närheten.